# Georges Passavant
Georges Passavant (* 15. Juni 1862 in Basel; † 3. Mai 1952 ebenda) war ein Schweizer Bankier und Fotograf.

## Leben und Werk

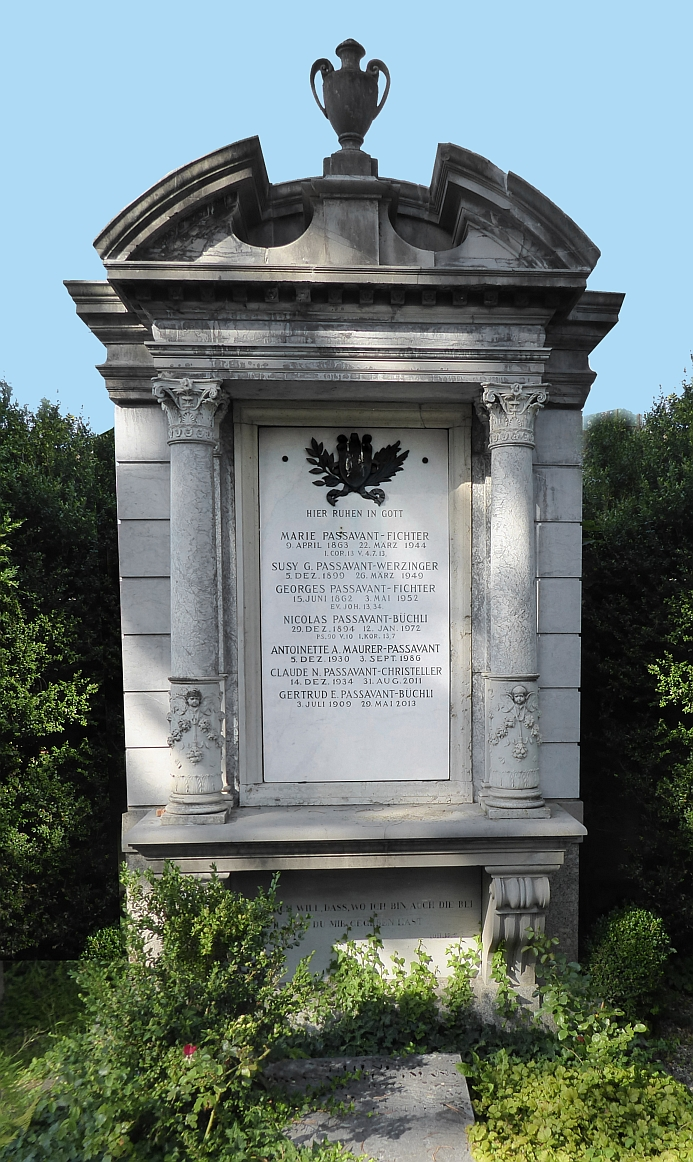
Grab auf dem Friedhof Wolfgottesacker, Basel

Georges Passavant war das jüngste von sechs Kindern des Bankiers Emanuel Passavant (1817–1879) vom Bankhaus Passavant & Cie. in Basel und seiner Ehefrau Adèle, geborene Bachofen (1823–1883). Sein Onkel mütterlicherseits war der Schweizer Altertumsforscher Johann Jakob Bachofen (1815–1887).
Passavant studierte in Leipzig und wurde dort 1883 Mitglied des Corps Saxonia. Durch Erbschaft schon in jungen Jahren wohlhabend, unternahm er mit 26 Jahren von 1888 bis 1889 eine Weltreise, die ihn nach Nordamerika, Japan, China sowie Java, Thailand und Indien führte. Nach Ende seiner Weltreise heiratete er 1889 die im Jahre 1863 geborene Maria Fichter. Seit 1892 war er als Strafrichter in Basel tätig und nebenher Bankier sowie Oberst der Schweizer Armee. Seine Feldartillerieeinheit 13 der Basler Batterie feierte ihn am 16. Juni 1932 mit einem Marsch durch Basel anlässlich seines 70. Geburtstages.
Passavant hatte von Robert Rosenthal, dem Inhaber der EOS-Film Basel, die Rechte von dessen 1917 im Auftrag der Schweizer Armee produzierten und fünfzig Minuten dauernden Stummfilms Die Schweizerische Armee -L'Armée Suisse abgekauft und erstellte für 1000 Schweizer Franken davon eine Kopie. Die einzige Kopie, die im Besitz der Armee war, hatte im Krieg durch die unzähligen Vorführungen stark gelitten. Passavant war damit einverstanden, dass der Film in Argentinien aufgeführt wurde. Der Erfolg war so gross, dass dieser auch in Brasilien, Uruguay, Chile und Paraguay lief.
Georges Passavant fand seine letzte Ruhestätte auf dem Wolfgottesacker in Basel.

## Fotografie
Wie sein älterer Bruder Carl Passavant (1854–1887), war Georges ebenfalls sehr an der Fotografie interessiert. Beide Brüder besassen eigene Fotoausrüstungen, zogen es jedoch vor, auf ihren Reisen Aufnahmen von lokalen Fotografen zu erwerben und zu sammeln. In Afrika waren das Wanderfotografen, in den chinesischen Städten gab es seit 1860 zahlreiche Fotoateliers.
Lange Jahre lag der fotografische Nachlass beider Brüder als Depositum im Museum der Kulturen in Basel. Die beiden Gründerfiguren dieses Museums in Basel waren ihre Vettern Fritz und Paul Sarasin, angeregt durch deren erste Reise nach Ceylon. Ein kleiner Teil der Originale findet sich in einer Ausstellung „Das Fremde im Blick“ des Museums.